# FC Ingolstadt 04
Der FC Ingolstadt 04 (offiziell Fußballclub Ingolstadt 04 e. V.) ist ein unter der Rechtsform eingetragener Verein geführter Fußballverein aus der oberbayerischen Stadt Ingolstadt. Eine andere Bezeichnung für den Klub lautet „Schanzer“, die auch Bestandteil des Vereinslogos ist. Die Farben des Vereins sind schwarz-rot-weiß. Der Verein hat rund 2300 Mitglieder.
Der Club entstand am 5. Februar 2004 durch Ausgliederung der Fußballabteilungen der Vereine MTV Ingolstadt und ESV Ingolstadt. Die Fusion im Jahr 2004 erfolgte auf Initiative des Unternehmers Peter Jackwerth. Die Lizenzspielerabteilung wurde 2007 in die FC Ingolstadt 04 Fußball GmbH ausgegliedert, an der seit Mai 2013 der Verein mit 80,06 % und die Audi Sport GmbH mit 19,94 % beteiligt sind. Von 2015 bis 2017 spielte der FC Ingolstadt in der Fußball-Bundesliga; heute ist er drittklassig.

## Geschichte

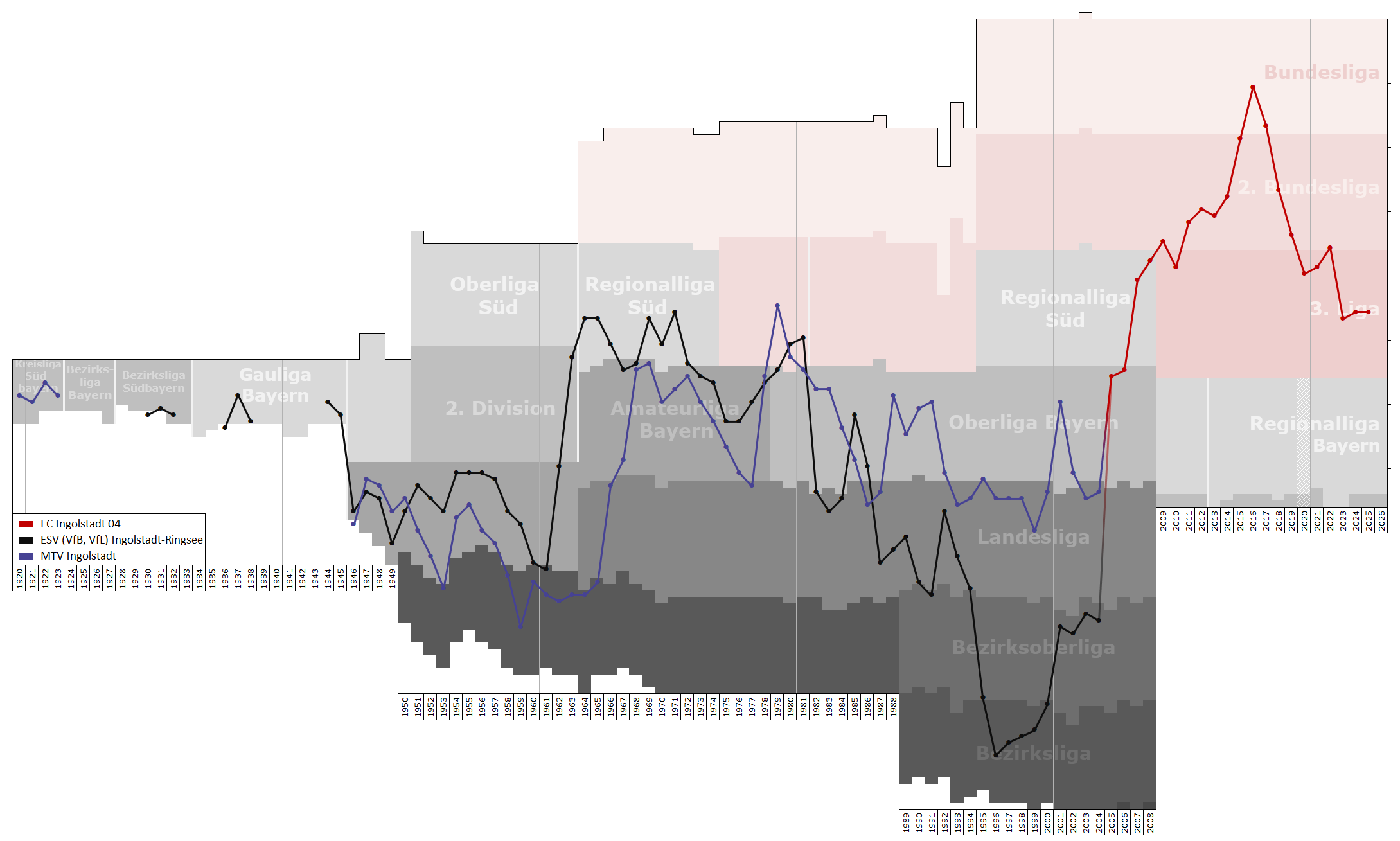
Abschlussplatzierung des FC Ingolstadt und der Vorgängervereine

### Geschichte der Vorgängervereine

#### MTV 1881 Ingolstadt
Die Fußballabteilung des MTV wurde am 24. März 1905 gegründet, sie spielte in den Farben Lila und Weiß. Die Mannschaft gehörte 1966/67, 1969–1978, 1980–1985, 1987–1992, 1994/95 und 2000–2002 der Bayernliga an. Als deren Vizemeister durfte sie 1978 in die 2. Bundesliga Süd aufsteigen, da der Erstplatzierte, der 1. FC Haßfurt, verzichtete; der MTV stieg aber nach nur zwei Jahren wieder ab. Das Stadion des MTV am Kreuztor war auch Austragungsstätte der Regionalliga-Heimspiele des FC 04. Der Aufstieg in die 2. Bundesliga machte allerdings einen Umzug ins ESV-Stadion erforderlich.
- 2. Bundesliga 1978/79
- 2. Bundesliga 1979/80

#### ESV Ingolstadt
Bei der Gründung 1919 hieß der Verein FC Viktoria Ingolstadt, ab Oktober 1921 VfR Ingolstadt. Am 6. Juni 1925 wurde die Fusion mit der Spielvereinigung aus Ringsee, einem bis 1961 eigenständigen Teil Ingolstadts südlich der Donau, zum VfB Ingolstadt-Ringsee vollzogen. Dessen Fußballmannschaft war als Mitglied der Gauliga Bayern von 1936 bis 1938 sogar erstklassig. Die Wiedergründung nach dem Zweiten Weltkrieg erfolgte am 28. Dezember 1946 unter der Bezeichnung VfL Ingolstadt-Ringsee, über Erster-SV Ingolstadt-Ringsee (ab 1. Juni 1951) änderte man den Namen schließlich Ende 1953 in Eisenbahner-Sportverein Ingolstadt-Ringsee e. V.; so heißt der Restverein noch heute. Die Vereinsfarben sind Schwarz und Weiß. Der ESV gehörte 1962–1966, 1968–1972 und 1979–1981 der jeweils zweithöchsten Spielklasse (2. Liga Süd, Regionalliga Süd, 2. Bundesliga Süd) an, 1979/80 kam es in der 2. Bundesliga Süd zu Lokalderbys mit dem MTV. Im Anschluss an Bayernligameisterschaft und Aufstieg 1979 konnte nach den Endspielen gegen Hertha Zehlendorf auch noch die deutsche Amateurmeisterschaft gefeiert werden. Nach dem Abstieg aus der Bayernliga im Jahr 1986 versank der Verein in unterklassigen Ligen.
- 2. Bundesliga 1979/80
- 2. Bundesliga 1980/81

### Gründungsgeschichte
Im Jahr 2003 verschlechterte sich die Lage des ESV Ingolstadt solchermaßen, dass der damalige Präsident auf Peter Jackwerth zukam und ihn darauf hinwies, dass ohne finanzielle Unterstützung eine Insolvenz unvermeidlich sei. Jackwerth wurde nicht nur Trikotsponsor, sondern auch Präsident der Fußballabteilung. Daraufhin meldete sich auch der MTV Ingolstadt bei ihm, dass er ebenfalls finanzielle Probleme habe und bei einem Aufrüsten des unterklassigen ESV Existenzprobleme bekäme. Nach Gesprächen mit Oberbürgermeister Alfred Lehmann und Heribert Fastenmeier vom Klinikum Ingolstadt reifte der Entschluss, die Fußballabteilungen von ESV und MTV zusammenzulegen und einen neuen Verein zu gründen. Die Vereinsgründung erfolgte am 5. Februar 2004. Als Farben des Vereins wurden schwarz-rot-weiß gewählt.
Der Namensbestandteil „Schanzer“ geht auf die historische Entwicklung der Stadt Ingolstadt zurück. Die Herrscher und Statthalter der Donaustadt erkannten seit jeher die strategische Bedeutung des Standorts am Flussübergang sowie an bedeutenden Handelsrouten und setzten sich für dessen Schutz ein. Im 16. Jahrhundert begann der Ausbau Ingolstadts zur bayerischen Landesfestung, was maßgeblich zur Entwicklung der Stadt beitrug. In dieser Zeit erhielt Ingolstadt den Beinamen „die Schanz“, ein Begriff, der bis heute an die Geschichte der Stadt als Festungsanlage erinnert.

### Entwicklung nach der Fusion

#### Bayern- und Regionalliga (2004–2008)
Die erste Mannschaft übernahm zur Saison 2004/05 das Startrecht des MTV Ingolstadt in der viertklassigen Bayernliga. Gleich in der ersten Saison wurde der Aufstieg in die Regionalliga angepeilt; am Ende lag man allerdings hinter der SpVgg Bayreuth nur auf Platz 2, wodurch sich der Aufstieg um ein Jahr verzögerte. Nachdem man 2006/07 die Regionalliga hatte halten können, lautete die Zielsetzung für den FC Ingolstadt 04 in der zweiten Regionalliga-Saison 2007/08 das Erreichen der Qualifikation für die neue 3. Liga, nach Möglichkeit sogar der Aufstieg in die 2. Bundesliga. Zur Winterpause bekräftigte Trainer Jürgen Press erstmals öffentlich, dass er die Zweite Liga anvisiere, doch die Verantwortlichen des FCI trauten ihm dies nicht zu und beurlaubten Press am 1. Januar 2008. Drei Tage später wurde Thorsten Fink als neuer Trainer vorgestellt. Unter ihm stieg Ingolstadt durch einen 2:0-Sieg über die SpVgg Unterhaching am 31. Mai 2008 in die 2. Bundesliga auf.

#### Erstmals auf bundesweiter Ebene (2008–2015)
Als die Hinrunde der ersten Zweitligasaison mit dem zwölften Tabellenplatz abgeschlossen worden war, man in der Rückrunde dann jedoch elf Spiele lang sieglos blieb und auf einen Abstiegsplatz abrutschte, wurde Thorsten Fink am 21. April 2009 beurlaubt. Am 5. April war ihm vom Verein noch eine Jobgarantie bis zum Saisonende zugesichert worden und Aufsichtsratsmitglied Andreas Schleef meinte am 17. April in einem Interview, dass ein Trainerwechsel zu diesem Zeitpunkt keinen Sinn mehr mache. Als Interimcheftrainer sprang für wenige Tage Michael Wiesinger ein, der bis dahin die U23 trainiert hatte. Neuer Cheftrainer wurde am 26. April Horst Köppel, unter dem die Serie siegloser Spiele jedoch fortdauerte. Am 32. Spieltag war der Abstieg durch eine 0:1-Heimniederlage gegen den FC St. Pauli besiegelt.
Am 9. November 2009 wurde Köppel nach einer Heimniederlage gegen Wuppertal freigestellt. Das Training übernahm Co-Trainer Michael Wiesinger. Am Ende der Drittligasaison 2009/10 belegte die Mannschaft den dritten Platz und spielte in zwei Relegationsspielen gegen Hansa Rostock. Der FCI gewann beide Spiele (1:0 zu Hause, 2:0 in Rostock) und schaffte damit die sofortige Rückkehr in die 2. Bundesliga.
Der Start in die Saison 2010/11 misslang allerdings deutlich. Nach elf Spielen belegte der FC Ingolstadt mit lediglich vier Punkten den letzten Tabellenplatz. Nach einer 1:2-Niederlage gegen Energie Cottbus am 11. Spieltag wurden Trainer Wiesinger und Co-Trainer Uwe Wolf entlassen. Als Nachfolger wurde am 7. November 2010 Benno Möhlmann vorgestellt, neuer Co-Trainer an seiner Seite wurde Sven Kmetsch. Fast genau ein Jahr später trennte sich der Verein wieder von Möhlmann und seinem Co-Trainer. Zu diesem Zeitpunkt stand der FC Ingolstadt mit nur neun Punkten aus 14 Spielen auf Platz 18 der Tabelle. Bereits am 10. November wurde Tomas Oral als neuer Trainer präsentiert. Mit ihm zusammen wurde Thomas Linke als neuer Sportdirektor vorgestellt.

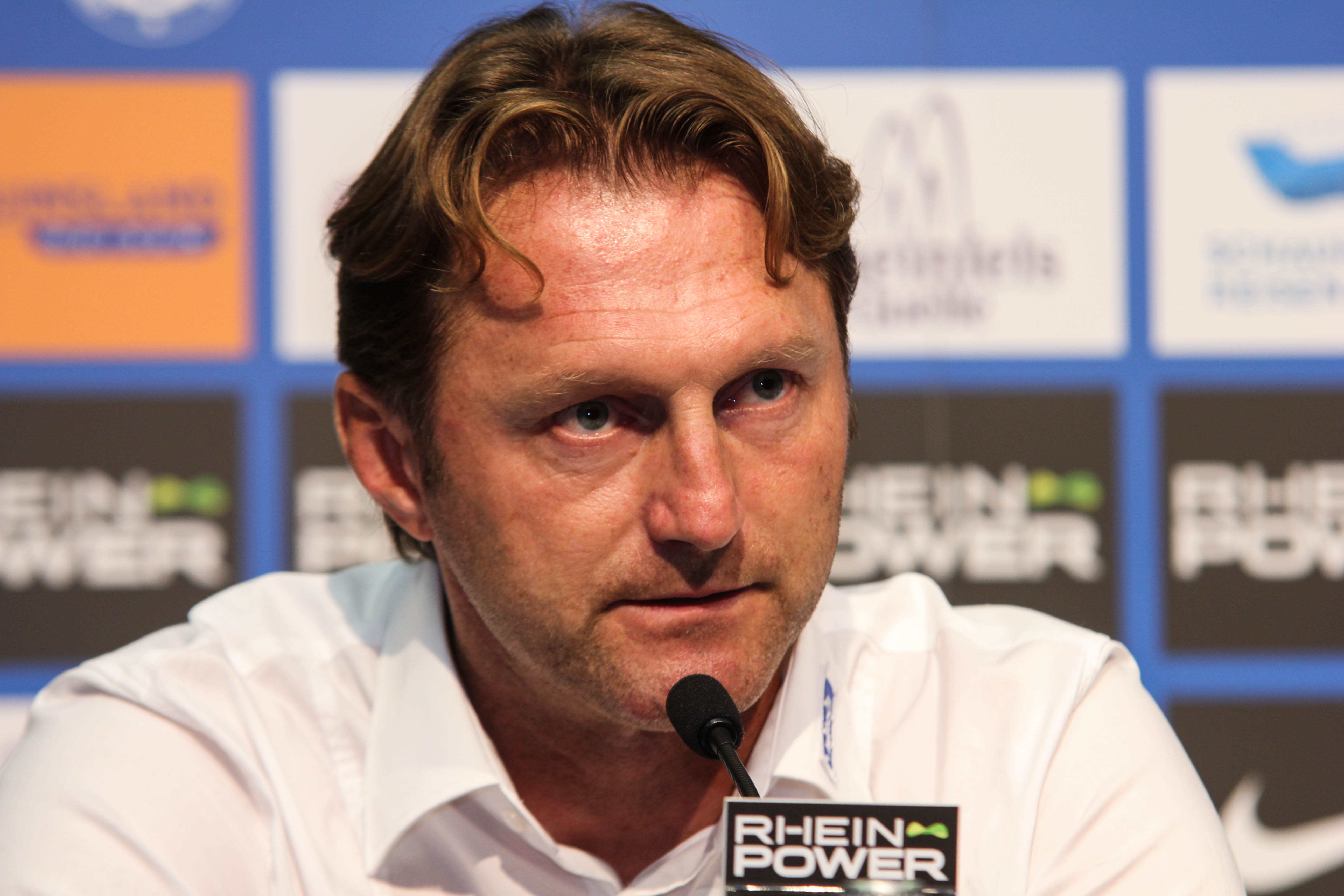
Bundesliga-Aufstiegstrainer Ralph Hasenhüttl

Nach einer insgesamt durchwachsenen Spielzeit 2012/13, die mit dem 13. Platz endete, wurde Oral am 28. Mai 2013 entlassen. Als Nachfolger für die Saison 2013/14 wurde Marco Kurz verpflichtet, der zuvor für die TSG 1899 Hoffenheim tätig gewesen war und 2010 den 1. FC Kaiserslautern in die Bundesliga geführt hatte. Aber schon nach neun Spieltagen und der siebten Niederlage – Ingolstadt war Tabellenschlusslicht – trennte sich der Verein am 30. September wieder von Kurz. Am 4. Oktober 2013 verpflichtete er als neuen Cheftrainer den Österreicher Ralph Hasenhüttl, der die Ingolstädter auf Platz 10 führte. Der Zweitligist verlängerte den Vertrag mit Hasenhüttl bis 2016. Am 19. Oktober 2014 gelang der Mannschaft ein 1:0-Sieg beim FSV Frankfurt. Sie überstand damit das 18. Auswärtsspiel hintereinander ohne Niederlage; dies war noch keinem Verein in der 40-jährigen Geschichte der 2. Bundesliga gelungen. Ingolstadt blieb bis zum 14. Spieltag und somit 19 Spiele lang ohne Niederlage auf fremden Platz.

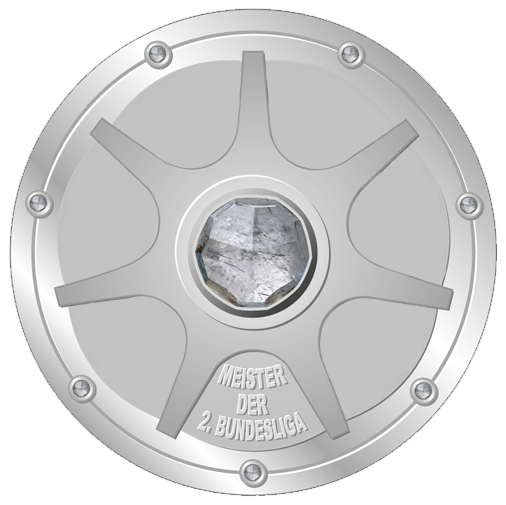
2015 gewann Ingolstadt die Meisterschale der 2. Bundesliga

Als Außenseiter in die Saison 2014/15 gestartet, gewannen sie am Saisonende die Zweitligameisterschaft und stiegen damit erstmals in die Bundesliga auf. Am 11. Juli 2015 wurde der Verein dafür mit dem Bayerischen Sportpreis in der Kategorie „Persönlicher Preis des Bayerischen Ministerpräsidenten“ ausgezeichnet.

#### Bundesliga (2015–2017)
In der Premierensaison gelang der Klassenerhalt, ohne dass man einen Spieltag auf einem Abstiegsplatz stand. Am 19. September 2015 stellte die Profimannschaft einen Rekord auf: Mit einem 1:0-Sieg bei Werder Bremen und den vorausgegangenen Siegen am 15. August 2015 beim 1. FSV Mainz 05 sowie am 29. August 2015 beim FC Augsburg hatte der FC Ingolstadt 04 als erster Bundesliga-Aufsteiger seine ersten drei Auswärtsspiele gewonnen. Nach Überraschungserfolgen zuhause gegen Schalke und Borussia Mönchengladbach lagen die Schanzer am Ende auf Rang elf. In der Sommerpause wechselte Trainer Hasenhüttl für eine Rekordsumme zum neuen Ligakonkurrenten RB Leipzig. Als Nachfolger wurde Markus Kauczinski vorgestellt. Der Saisonstart 2016/17 verlief nicht nach den Vorstellungen der Verantwortlichen und so wurde Kauczinski nach nur zwei Punkten aus zehn Spielen entlassen. Am 12. November wurde Maik Walpurgis als neuer Trainer eingestellt. Trotz besserer Leistung in der 2. Saisonhälfte konnte der Abstieg am 33. Spieltag nach einem Remis beim SC Freiburg nicht mehr verhindert werden.

#### 2. Bundesliga und 3. Liga (seit 2017)
Die Saison 2017/18 begann mit einer 0:1-Heimniederlage gegen Union Berlin. Nach zwei weiteren Niederlagen gegen Sandhausen und Regensburg wurde Walpurgis entlassen. Sein Nachfolger wurde der ehemalige Fußballprofi Stefan Leitl, der bereits die letzten sechs Jahre seiner Spielerkarriere in Diensten des FC Ingolstadt 04 stand. Nachdem sich die Schanzer zwischenzeitlich bis auf Platz 4 hochgearbeitet hatten und bis auf wenige Punkte an die Top Drei heran kamen, rutschten sie am Ende der Saison wieder ins Mittelfeld der sehr nahe beieinander liegenden Tabelle ab. Dadurch wurde der endgültige Klassenerhalt erst durch einen 2:0-Sieg bei der Eintracht aus Braunschweig am 33. Spieltag gesichert. Im DFB-Pokal erreichte man nach Siegen gegen den TSV 1860 München und der SpVgg Greuther Fürth zum zweiten Mal in der Vereinsgeschichte das Achtelfinale, schied dort aber gegen den Außenseiter SC Paderborn aus der 3. Fußball-Liga aus.
Im darauffolgenden Jahr schieden die Schanzer im Pokal erneut gegen Paderborn aus, allerdings bereits in der 1. Runde. Mit nur fünf Punkten aus sechs Ligaspielen lag das Team sportlich weit hinter den Erwartungen zurück. Nach einer deutlichen 6:0-Niederlage beim VfL Bochum und einem 0:1 zuhause gegen den FC St. Pauli wurde Trainer Leitl am 23. September 2018 beurlaubt. Als Nachfolger wurde Alexander Nouri vorgestellt. Trotz des Trainerwechsels konnte keine sportliche Wende eingeleitet werden und so trennte man sich am 23. Oktober auch von Sportdirektor Angelo Vier. Den ersten Punkt mit Nouri konnte man erst am 11. Spieltag Zuhause gegen den MSV Duisburg einfahren. Am 26. November wurde nach einer 2:0-Niederlage gegen Dynamo in Dresden auch Nouri – auf dem letzten Tabellenplatz stehend – entlassen. Nachdem der A-Jugend-Trainer Roberto Pätzold die Mannschaft in einem Spiel betreut hatte, wurde vor dem 16. Spieltag Jens Keller neuer Cheftrainer. Auch Keller konnte die Mannschaft nicht aus dem Tabellenkeller führen und wurde nach dem 27. Spieltag, als man auf dem letzten Tabellenplatz stand, durch Tomas Oral ersetzt. Unter Oral konnte die Mannschaft fünf Siege aus den letzten sieben Ligaspielen einfahren und damit auf den 16. Tabellenplatz vorrücken, welcher zur Teilnahme an der Relegation gegen den SV Wehen Wiesbaden berechtigte. Das Hinspiel in Wiesbaden wurde mit 2:1 gewonnen, im Rückspiel unterlag der FCI vor heimischem Publikum mit 2:3 und stieg durch die Auswärtstorregel in die 3. Liga ab.
Zur Saison 2019/20 wurde ein großer Umbruch der Mannschaft durchgeführt und die Verträge von langjährigen Spielern wie Marvin Matip oder Almog Cohen nicht verlängert oder aufgelöst. Mit dem Luxemburger Jeff Saibene und seinem Assistenten Carsten Rump wurde ein Trainer-Duo zu den Schanzern geholt, das schon gemeinsam bei Arminia Bielefeld das Training leitete. Zum Saisonauftakt holte man in vier Spielen zehn Punkte und stand an der Spitze der Tabelle. Nachdem man zwischenzeitlich auf den achten Tabellenplatz abgerutscht war, konnte man sich bis zur Winterpause wieder auf den zweiten Platz hinter dem Mitabsteiger MSV Duisburg vorarbeiten. In der Rückrunde, die zeitweise durch die COVID-19-Pandemie unterbrochen wurde und anschließend unter Ausschluss von Zuschauern zu Ende gespielt wurde, rutschte man erneut ins Tabellenmittelfeld ab und holte Tomas Oral zu seiner dritten Amtszeit an die Donau. Unter ihm konnten sich die Schanzer im Aufstiegsrennen zurückmelden und erreichten durch einen 2:0-Sieg am letzten Spieltag beim TSV 1860 München Platz 4, der zur Relegation zum Aufstieg in die 2. Bundesliga gegen den 1. FC Nürnberg berechtigte, da der Tabellenerste, die FC Bayern München U23, nicht aufstiegsberechtigt war. Nach einer 0:2-Niederlage in Nürnberg im Hinspiel und einem 3:1-Sieg zu Hause im Rückspiel (bis in die sechste Minute der Nachspielzeit führte Ingolstadt 3:0, ehe Nürnberg noch ein Treffer gelang) wurde aufgrund der Auswärtstorregel der Aufstieg knapp verpasst. Im DFB-Pokal schieden die Schanzer in der 1. Runde gegen den Zweitligisten 1. FC Nürnberg durch eine 0:1-Niederlage aus. Im bayerischen Pokal musste man sich im Achtelfinale dem 1. FC Schweinfurt 05 im Elfmeterschießen geschlagen geben. Auch in der Folgesaison 2020/21 erreichte der FC Ingolstadt wieder die Aufstiegsrelegation, im ersten Spiel gegen den Zweitligadrittletzten VfL Osnabrück siegten die Schanzer mit 3:0. Trotz einer 3:1-Niederlage im Rückspiel gelang so die Rückkehr in die 2. Bundesliga nach zwei Jahren Drittklassigkeit.
Nach dem Aufstieg trennten sich der Verein und Tomas Oral einvernehmlich. Neuer Cheftrainer zur Saison 2021/22 wurde Roberto Pätzold, der zuvor die A-Junioren trainiert hatte. Nach einem Sieg, einem Unentschieden und sechs Niederlagen aus den ersten acht Ligaspielen wurde dieser auf Platz 17 stehend durch André Schubert ersetzt. Zudem trennte sich der FC Ingolstadt 04 vom sportlichen Leiter Florian Zehe. Nach acht sieglosen Partien in der Liga und dem Aus im DFB-Pokal gegen Borussia Dortmund wurde Schubert am 8. Dezember 2021 entlassen. Sein Nachfolger wurde Rüdiger Rehm, unter dem die Hinrunde mit 7 Punkten auf dem letzten Platz abgeschlossen wurde. In der Rückrunde verbesserten sich die Leistungen zwar, jedoch stand am 31. Spieltag der Abstieg fest.
Nach dem Abstieg in die 3. Liga äußerte der Vorstandsvorsitzende Peter Jackwerth: „Unser Wunsch und Wille ist es, gleich wieder aufzusteigen. Den Druck machen wir auch mit den Möglichkeiten, die wir haben. Aber nicht zeitlich gesehen.“ Während 20 Spieler gingen, wurden deren zehn verpflichtet und darüber hinaus einige A-Junioren in den Kader berufen; auch hielten die Vereinsverantwortlichen an Trainer Rehm fest. Zur Winterpause stand der FC Ingolstadt punktgleich mit dem Tabellendritten SV Wehen Wiesbaden auf dem 4. Rang, vom Tabellenführer SV Elversberg trennten die „Schanzer“ aber bereits zehn Zähler. Von 11 Spielen nach der Winterpause verlor der FC Ingolstadt neun (beispielsweise mit 1:4 gegen Wehen Wiesbaden), holte ein Unentschieden und einen Sieg, rutschte dann gar bis auf den 12. Tabellenplatz ab. Aufgrund dessen trennte man sich nach dem 20. Spieltag von Rüdiger Rehm und ersetzte ihn durch den Italiener Guerino Capretti, der bis zum Frühjahr 2022 Ingolstadts Mitabsteiger Dynamo Dresden trainiert hatte. Mitte März 2023 löste außerdem Sportdirektor Malte Metzelder seinen Vertrag auf. Am 4. April trennten sich die „Schanzer“ vom Trainer Guerino Capretti nach 62 Tagen Amtszeit. Er wurde durch Michael Köllner ersetzt. Der FC Ingolstadt schloss die Drittliga-Saison 2022/23 auf dem elften Platz ab. Anfang Mai 2024 trennte sich der Verein während der Saison 2023/24 von Köllner und ersetzte ihn durch Sabrina Wittmann, die zuvor die U19-Mannschaft trainiert hatte. Der FC Ingolstadt hat damit die erste Cheftrainerin im deutschen Männer-Profifußball. Der FC Ingolstadt schaffte es mit seiner Cheftrainerin Sabrina Wittmann erstmals in der Vereinsgeschichte, durch einen 2:1-Sieg im Finale gegen die Würzburger Kickers den Bayerischen Landespokal zu gewinnen.

## Saisonbilanzen
| Saison  | Liga (Ebene)           | Platz | Tore  | Punkte | Zuschauer | DFB-Pokal    | Toto-Pokal    | Kader |
| ------- | ---------------------- | ----- | ----- | ------ | --------- | ------------ | ------------- | ----- |
| 2004/05 | Bayernliga (IV)        | 02.   | 55:38 | 65     | .0644     | —            | Finale        |       |
| 2005/06 | Bayernliga (IV)        | 01.   | 78:39 | 75     | .0815     | 1. Runde     | Halbfinale    |       |
| 2006/07 | Regionalliga Süd (III) | 05.   | 45:39 | 51     | 1.419     | —            | Viertelfinale |       |
| 2007/08 | Regionalliga Süd (III) | 02.   | 50:36 | 62     | 3.132     |              |               |       |
| 2008/09 | 2. Bundesliga (II)     | 17.   | 38:54 | 31     | 05.530    | 1. Runde     | —             | Kader |
| 2009/10 | 3. Liga (III)          | 03.   | 72:46 | 64     | 03.520    | 1. Runde     | Halbfinale    | Kader |
| 2010/11 | 2. Bundesliga (II)     | 14.   | 40:46 | 37     | 08.078    | 2. Runde     | —             | Kader |
| 2011/12 | 2. Bundesliga (II)     | 12.   | 43:58 | 37     | 07.563    | 2. Runde     | —             | Kader |
| 2012/13 | 2. Bundesliga (II)     | 13.   | 36:43 | 42     | 07.331    | 1. Runde     | —             | Kader |
| 2013/14 | 2. Bundesliga (II)     | 10.   | 34:33 | 44     | 06.785    | Achtelfinale | —             | Kader |
| 2014/15 | 2. Bundesliga (II)     | 01.   | 53:32 | 64     | 09.932    | 1. Runde     | —             | Kader |
| 2015/16 | Bundesliga (I)         | 11.   | 33:42 | 40     | 14.828    | 1. Runde     | —             | Kader |
| 2016/17 | Bundesliga (I)         | 17.   | 36:57 | 32     | 14.606    | 2. Runde     | —             | Kader |
| 2017/18 | 2. Bundesliga (II)     | 09.   | 47:45 | 45     | 10.237    | Achtelfinale | —             | Kader |
| 2018/19 | 2. Bundesliga (II)     | 16.   | 43:55 | 35     | 09.002    | 1. Runde     | —             | Kader |
| 2019/20 | 3. Liga (III)          | 04.   | 61:40 | 63     | 04.960    | 1. Runde     | Achtelfinale  | Kader |
| 2020/21 | 3. Liga (III)          | 03.   | 56:40 | 71     | .00387    | 1. Runde     | Zwischenrunde | Kader |
| 2021/22 | 2. Bundesliga (II)     | 18.   | 30:65 | 21     | 04.605    | 2. Runde     | —             | Kader |
| 2022/23 | 3. Liga (III)          | 11.   | 54:56 | 47     | 04.924    | 1. Runde     | Finale        | Kader |
| 2023/24 | 3. Liga (III)          | 10.   | 65:51 | 54     | 05.638    | —            | Pokalsieger   | Kader |
| 2024/25 | 3. Liga (III)          | 10.   | 72:63 | 54     | 05.726    | 1. Runde     | Halbfinale    | Kader |

 Aufstieg  Abstieg

## Struktur und Organe
Die Lizenzspielerabteilung wurde 2007 in die FC Ingolstadt 04 Fußball GmbH ausgegliedert. Die Anteilsmehrheit an der FC Ingolstadt 04 Fußball GmbH besitzt mit 80,06 % der Verein. Die restlichen 19,94 % (zunächst noch 49 %) wurden bis 2013 von Peter Jackwerth gehalten und anschließend an die quattro GmbH, eine Tochtergesellschaft des Audi-Konzerns, verkauft. In der Mitgliederversammlung des Vereins am 3. November 2015 wurde eine Satzungsänderung verabschiedet, nach der für den Verkauf von Anteilen an der GmbH nun eine Zweidrittelmehrheit der Mitgliederversammlung erforderlich ist.

### Präsidium (e. V.)
- Peter Jackwerth (Präsident)
- Denise Englschall (Fans)
- Maximilian Fischer-Stabauer (Finanzen)
- Christoph Heckl (Vizepräsident)
- Andreas Mayr (Vizepräsident)
- Ivan Wyberal (Öffentlichkeitsarbeit und Sponsoring)

Seit Dezember 2019 besteht zudem mit dem siebenköpfigen Wirtschaftsbeirat, einer Zusammenkunft regionaler Persönlichkeiten aus Wirtschaft und Politik, ein Gremium, das das Präsidium beraten und unterstützen soll.

### Vereinspräsidenten
- 2004–2006: Peter Jackwerth[51]
- 2006–2010: Werner Roß[52]
- seit 2010: Peter Jackwerth (2. Amtszeit, 2010–2024 als Vorstandsvorsitzender)[53][54]

### Aufsichtsrat (GmbH)
- Karl Meier (Vorsitzender)
- Christoph Heckl
- Peter Jackwerth
- Andreas Mayr
- Gerd Walker
- Andreas Zelzer

### Geschäftsführung (GmbH)
- Dietmar Beiersdorfer

## Stadien

### Stadion MTV-Ingolstadt (Bezirkssportanlage Mitte)
- Eröffnung 1971

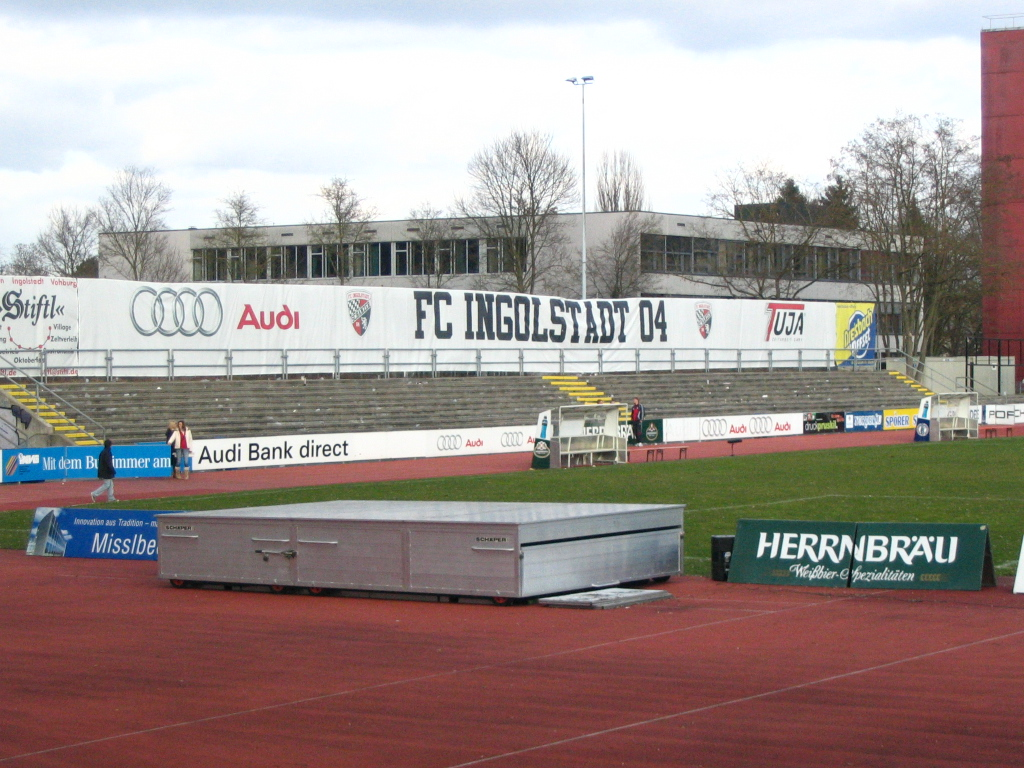
Bezirkssportanlage Mitte Ingolstadt

- Bezirkssportanlage Mitte, Friedhofstr. 10, 85049 Ingolstadt
- Kapazität: 8.000 Plätze
- Bis zur Saison 2007/08 trug der FC Ingolstadt 04 hier seine Regionalliga-Heimspiele aus.

### ESV-Stadion (ehemals Tuja-Stadion)
- Eröffnung 1932

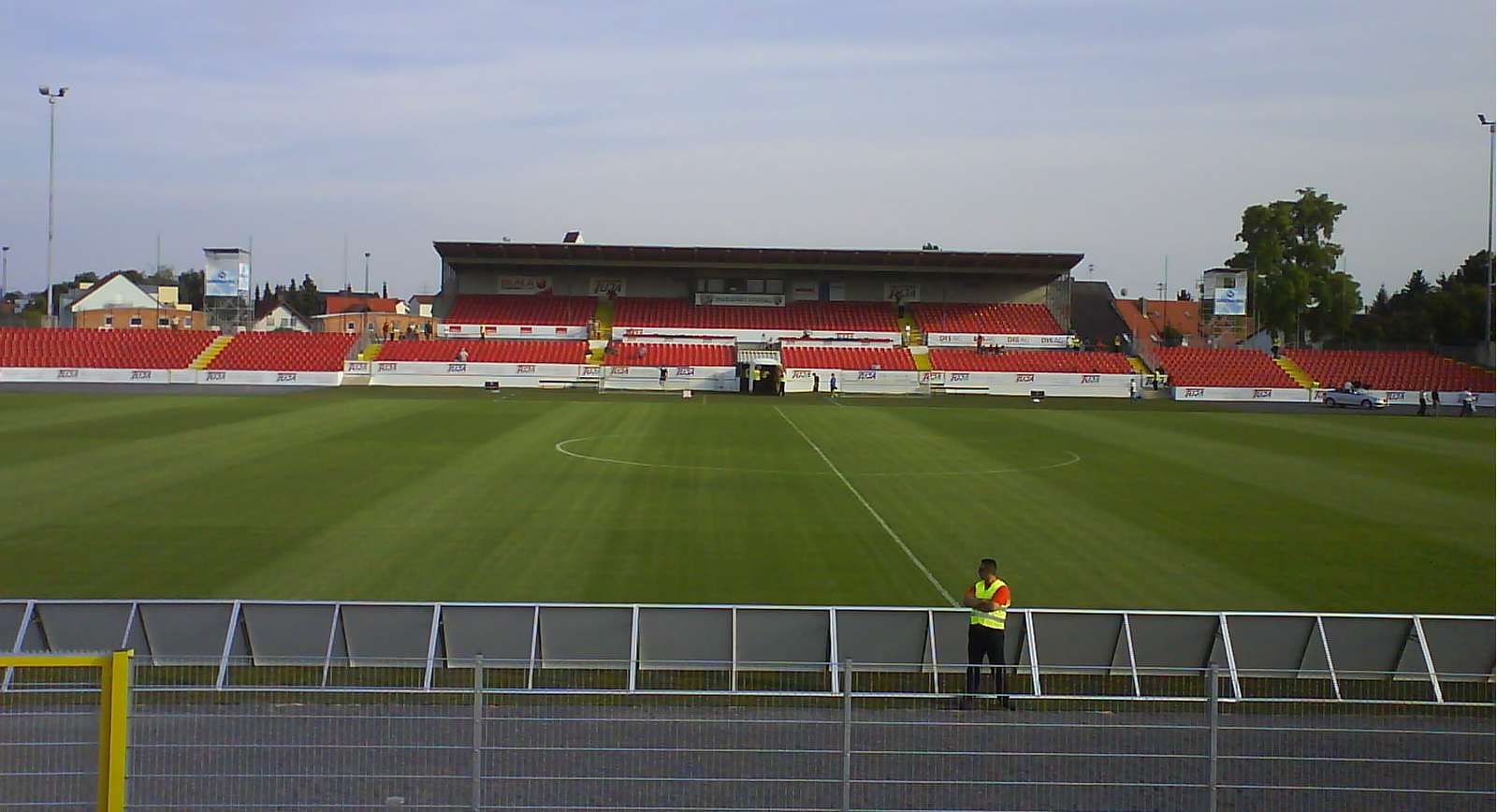
ESV-Stadion Ingolstadt

- Bezirkssportanlage Südost, Geisenfelder Straße 1, 85053 Ingolstadt
- Kapazität: 11.418 Plätze
- Am 23. November 2007 erfuhren die Verantwortlichen des FC Ingolstadt 04, dass im Falle eines Aufstiegs in die Dritte oder Zweite Liga ein Umzug vom MTV- in das ESV-Stadion unumgänglich sei. Nur dort seien, so teilte der DFB mit, die strengen Voraussetzungen zu erfüllen, die der Deutsche Fußball-Bund für die neue 3. Liga ausgerufen hatte. Das MTV-Stadion käme allein schon wegen der Zuschauerkapazität nicht in Frage, da für die 3. Liga 10.000 Plätze gefordert sind. Das in die Jahre gekommene ESV-Stadion im Stadtteil Ringsee war jedoch nur eine Zwischenstation.

### Audi-Sportpark
- Eröffnung am 24. Juli 2010
- Am Sportpark 1, 85053 Ingolstadt
- Kapazität: 15.200 Plätze

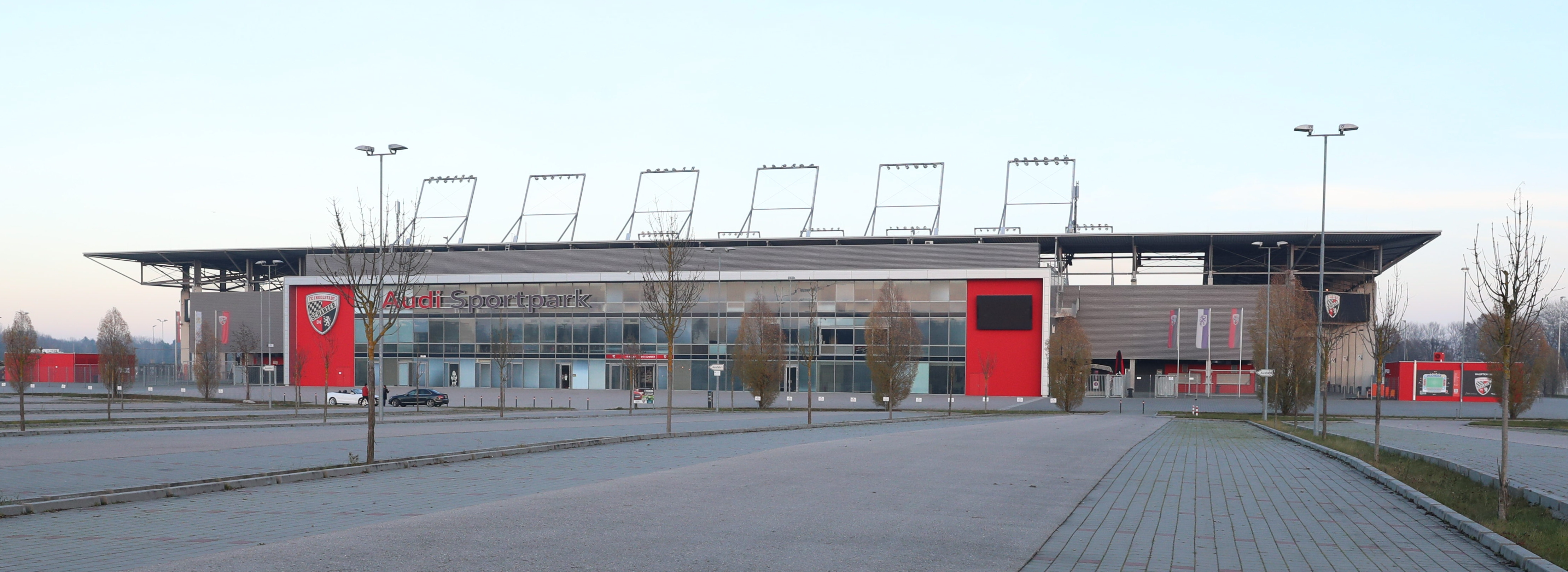
Audi-Sportpark Ingolstadt

- Spielort des FC Ingolstadt 04 seit der Saison 2010/11
- Ein neues, vollüberdachtes Stadion unter dem Arbeitstitel „Audi-Sportpark“ mit Platz für 15.200 Zuschauer (9.200 Sitz- und 6.000 Stehplätze) wurde auf dem ehemaligen Bayernoil-Raffineriegelände im Osten Ingolstadts fertiggestellt.[55] Für die Baukosten in Höhe von ca. 25 Millionen Euro, an denen sich der in Ingolstadt ansässige Automobilhersteller und Trikotsponsor Audi mit 5 Millionen Euro für die Namensrechte am Stadion beteiligte, hatte die Stadt Ingolstadt eine Ausfallbürgschaft übernommen.[56] Dem Konzern gehören über die Tochtergesellschaft Audi Immobilien Verwaltung GmbH, die seit 2013 100 % der Anteile an der FC Ingolstadt Stadionbetreiber GmbH hält, sowohl Stadion als auch Trainingsgelände des Vereins.[57]

## Sponsoren und Ausrüster
Der ortsansässige Autohersteller Audi sowie das Personalvermittlungs- und Zeitarbeitsunternehmen team KRAFT unterstützen den FC Ingolstadt neben dem Sportartikelhersteller Erreà als Hauptsponsoren. Audi ist außerdem über die Audi Sport GmbH Anteilseigner der Spielbetriebsgesellschaft und über die Audi Immobilien Verwaltung GmbH Eigentümer des Audi-Sportparks. Für die Nutzung der Sport- und Büroflächen muss der Verein allerdings jährlich rund 3,5 Millionen Euro an den zum Audi-Konzern gehörenden Stadionbetreiber zahlen.

### Trikotsponsoren
- 2004–2006: Tuja Zeitarbeit
- 2006–2015: Audi
- 2015–2019: MediaMarkt[61]
- 2019–2023: Prosis[62]
- 2023–2025: SI Electronics[63]
- seit 2025: team KRAFT[64]

### Ausrüster
- 2004–2006: Erreà
- 2006–2007: Adidas
- 2007–2010: Nike
- 2010–2019: Adidas
- 2019–2024: Puma[65]
- seit 2024: Erreà[66]

### Werksklub-Diskussion
Wegen des Engagements von Audi für den FC Ingolstadt 04 wird der Verein von Anhängern anderer Fußballvereine oder von auswärtigen Medien öfter als „Werksklub“ bezeichnet. Die Schanzer wehren sich jedoch gegen eine Gleichsetzung mit den Profimannschaften von Bayer 04 Leverkusen, hervorgegangen aus einem Werksteam, dem VfL Wolfsburg, dem Nachfolger der Betriebssportgruppen oder der TSG 1899 Hoffenheim oder des RB Leipzig, deren Anteile mehrheitlich einem einzigen Investor oder Konzern gehören, und weisen darauf hin, dass erst im Mai 2013 lediglich 19,94 Prozent der Anteile an der FC Ingolstadt 04 Fußball GmbH abgegeben wurden.
Außerdem betont die Vereinsführung ihren „Ingolstädter Weg“ der kleinen Schritte. So habe der Verein in der Saison 2014/15 „mit einem Zweitliga-Kader, der nicht zu den teuersten gehört und keine Bundesliga-Stars hat, einfach eine fantastische Mannschaftsleistung gezeigt“, meint Ex-Nationalspieler Christoph Metzelder. In die Bundesliga-Saison 2015/16 ging der Verein mit dem zweitkleinsten Etat der Liga. Kritiker halten es dagegen für problematisch, dass der Volkswagen-Konzern insgesamt 16 Mannschaften aus der ersten und 2. Bundesliga finanziell unterstützt (die VW-Tochter Audi ist nicht nur an der FC Ingolstadt 04 Fußball GmbH, sondern auch an der FC Bayern München AG beteiligt, die VfL Wolfsburg-Fußball GmbH gehört zu 100 % VW) und befürchten eine Einflussnahme von VW auf den sportlichen Betrieb.
Laut Martin Wagener, Chefsyndikus von Audi und Mitglied des Vereinsvorstands, wolle Audi den FC Ingolstadt 04 „möglichst autonom“ belassen. Die wesentlichen Entscheidungen würden deshalb immer beim Verein liegen. Audi habe auch keinen Einfluss auf die ehemaligen Vorstände Andreas Schleef und Frank Dreves, die wie er ebenfalls im Aufsichtsgremium der Fußball-GmbH vertreten sind. Er selbst sei nicht als Vertreter von Audi, sondern wegen seiner „Fußballverrücktheit“ zum FC Ingolstadt 04 gekommen. Auch sei er nicht von Audi in den Vorstand entsandt, sondern von der Mitgliederversammlung des Vereins gewählt worden.

## Erste Mannschaft

### Kader 2025/26
- Stand: 10. August 2025[73]

| Nr.        | Nat.        | Spieler              | geboren am    | im Verein seit |
| Tor        | Tor         | Tor                  | Tor           | Tor            |
| ---------- | ----------- | -------------------- | ------------- | -------------- |
| 01         | Deutschland | Markus Ponath        | 13. Jan. 2001 | 2012           |
| 25         | Deutschland | Kai Eisele           | 25. Juni 1995 | 2025           |
| 47         | Deutschland | David Klein          | 27. Apr. 2006 |                |
| Abwehr     |             |                      |               |                |
| 02         | Deutschland | Mattis Hoppe         | 23. Juli 2003 | 2024           |
| 04         | Deutschland | Elias Decker         | 15. März 2006 | 2021           |
| 15         | Deutschland | Jonas Scholz         | 24. Jan. 1999 | 2025           |
| 19         | Deutschland | Linus Rosenlöcher    | 9. Sep. 2000  | 2025           |
| 20         | Deutschland | Yannick Deichmann    | 13. Aug. 1994 | 2023           |
| 23         | Finnland    | Jasper Maljojoki     | 11. Juni 2002 | 2025           |
| 27         | Deutschland | Donald Nduka         | 22. März 2003 |                |
| 32         | Deutschland | Simon Lorenz         | 30. März 1997 | 2023           |
| Mittelfeld |             |                      |               |                |
| 05         | Turkei      | Emre Gül             | 9. Jan. 2005  |                |
| 07         | Deutschland | Yann Sturm           | 21. März 2005 | 2025           |
| 08         | Danemark    | Fredrik Carlsen      | 1. Dez. 2001  | 2025           |
| 10         | Deutschland | Dennis Kaygın        | 2. Apr. 2004  | 2025           |
| 14         | Deutschland | Max Plath            | 1. Juli 2005  | 2022           |
| 17         | Deutschland | Max Besuschkow       | 31. Mai 1997  | 2024           |
| 22         | Deutschland | Marcel Costly        | 20. Nov. 1995 | 2022           |
| 24         | Danemark    | Gustav Christensen   | 7. Sep. 2004  | 2025           |
| 34         | Deutschland | Lukas Fröde          | 23. Jan. 1995 | 2023           |
| 39         | Turkei      | Berkay Öztürk        | 23. März 2005 | 2019           |
| 41         | Deutschland | Timo HengmithU19     | 22. Apr. 2008 |                |
| Angriff    |             |                      |               |                |
| 09         | Danemark    | Mads Borchers        | 18. Juni 2002 | 2025           |
| 11         | Danemark    | Frederik Christensen | 18. Jan. 2001 | 2025           |
| 29         | Deutschland | Julian Kügel         | 30. März 1997 | 2025           |

### Transfers der Saison 2025/26
| Zugänge | Abgänge |
| Sommerpause 2025 | Sommerpause 2025 |
| --- | --- |
| - Mads Borchers (Vaasan PS) - Fredrik Carlsen (Silkeborg IF) - Frederik Christensen (Tromsø IL; Leihe) - Kai Eisele (SpVgg Unterhaching) - Dennis Kaygın (SK Rapid Wien) - Julian Kügel (SpVgg Unterhaching) - Jasper Maljojoki (Wacker Burghausen) - Donald Nduka (KSV Hessen Kassel) - Markus Ponath (FV Illertissen; Leihende) - Linus Rosenlöcher (FC Erzgebirge Aue) - Jonas Scholz (Helmond Sport) - Yann Sturm (SC Freiburg II; Leihe) | - Baran Berk (SpVgg Hankofen-Hailing) - Pelle Boevink (SpVgg Greuther Fürth) - Dennis Borkowski (MSV Duisburg) - Mladen Cvjetinović (Holstein Kiel) - Maurice Dehler (SpVgg Bayreuth) - Niclas Dühring (Karlsruher SC) - Marius Funk (Vertragsende; Ziel unbekannt) - Sebastian Grønning (Hertha BSC) - Leon Guwara (Energie Cottbus) - Tim Heike (MSV Duisburg) - Valentin Hoti (KF Dukagjini) - Benjamin Kanuric (Leixões SC) - Bryang Kayo (VfL Osnabrück; Leihende) - Felix Keidel (SV Elversberg) - David Kopacz (VfL Osnabrück) - Luca Lechner (1. FC Köln II) - Ryan Malone (FC Erzgebirge Aue) - Kurt Pestel (FC Eilenburg) - Tarek Salihović (Tennis Borussia Berlin) - Moritz Seiffert (FC Erzgebirge Aue) - Pascal Testroet (SV Sandhausen) - Deniz Zeitler (TSG 1899 Hoffenheim) |

### Trainerteam
- Stand: 21. Juni 2024

| Name               | Funktion        |
| ------------------ | --------------- |
| Sabrina Wittmann   | Cheftrainerin   |
| Fabian Reichler    | Co-Trainer      |
| Ilia Gruev         | Co-Trainer      |
| Robert Wulnikowski | Torwarttrainer  |
| Christian Liefke   | Athletiktrainer |
| Luca Schuster      | Athletiktrainer |
| Nico Hurst         | Spielanalyst    |

## Zweite Mannschaft
| Saisonbilanzen der 2. Mannschaft                      | Saisonbilanzen der 2. Mannschaft | Saisonbilanzen der 2. Mannschaft | Saisonbilanzen der 2. Mannschaft | Saisonbilanzen der 2. Mannschaft | Saisonbilanzen der 2. Mannschaft | Saisonbilanzen der 2. Mannschaft |
| Saison                                                | Liga                             | Ebene                            | Platz                            | Tore                             | Punkte                           |                                  |
| ----------------------------------------------------- | -------------------------------- | -------------------------------- | -------------------------------- | -------------------------------- | -------------------------------- | -------------------------------- |
| 2004/05                                               | Bezirksoberliga Oberbayern       | VI                               | 05.                              |                                  |                                  |                                  |
| 2005/06                                               | Bezirksoberliga Oberbayern       | VI                               | 02.                              |                                  |                                  |                                  |
| 2006/07                                               | Landesliga Bayern-Süd            | V                                | 06.                              |                                  |                                  |                                  |
| 2007/08                                               | Landesliga Bayern-Süd            | V                                | 02.                              |                                  |                                  |                                  |
| 2008/09                                               | Bayernliga                       | V                                | 06.                              | 50:42                            | 52                               |                                  |
| 2009/10                                               | Bayernliga                       | V                                | 06.                              | 61:53                            | 58                               |                                  |
| 2010/11                                               | Bayernliga                       | V                                | 02.                              | 75:48                            | 63                               |                                  |
| 2011/12                                               | Regionalliga Süd                 | IV                               | 09.                              | 46:50                            | 49                               |                                  |
| 2012/13                                               | Regionalliga Bayern              | IV                               | 08.                              | 69:57                            | 55                               |                                  |
| 2013/14                                               | Regionalliga Bayern              | IV                               | 06.                              | 65:50                            | 57                               |                                  |
| 2014/15                                               | Regionalliga Bayern              | IV                               | 05.                              | 47:39                            | 50                               |                                  |
| 2015/16                                               | Regionalliga Bayern              | IV                               | 11.                              | 55:54                            | 46                               |                                  |
| 2016/17                                               | Regionalliga Bayern              | IV                               | 07.                              | 59:51                            | 48                               |                                  |
| 2017/18                                               | Regionalliga Bayern              | IV                               | 06.                              | 68:57                            | 53                               |                                  |
| 2018/19                                               | Regionalliga Bayern              | IV                               | 09.                              | 53:48                            | 45                               |                                  |
| 2019–21                                               | Bayernliga Süd                   | V                                | 04.                              | 63:46                            | 1,7                              |                                  |
| 2021/22                                               | Bayernliga Süd                   | V                                | 03.                              | 70:40                            | 65                               |                                  |
| 2022/23                                               | Bayernliga Süd                   | V                                | 04.                              | 64:39                            | 60                               |                                  |
| 2023/24                                               | Bayernliga Nord                  | V                                | 05.                              | 72:54                            | 58                               |                                  |
| 2024/25                                               | Bayernliga Nord                  | V                                | 03.                              | 70:46                            | 66                               |                                  |
| Grün unterlegt: Aufstieg Rot unterlegt: Zwangsabstieg |                                  |                                  |                                  |                                  |                                  |                                  |

Die zweite Mannschaft übernahm zur Saison 2004/05 das Startrecht des ESV Ingolstadt in der Bezirksoberliga Oberbayern. Im zweiten Jahr gelang der Aufstieg in die Landesliga. 2011 stieg die Mannschaft in die Regionalliga auf, da FC Ismaning keine Lizenz erhielt. Seit 2012 spielte man in der neu geschaffenen Regionalliga Bayern. Aufgrund des Abstiegs der ersten Mannschaft in die 3. Liga in der Saison 2018/19 musste die zweite Mannschaft zur Saison 2019/20 in die fünftklassige Bayernliga zwangsabsteigen, nachdem sie sportlich den 9. Platz belegt hatte. Heimspielstätte des Vereins ist das ESV-Stadion unweit des Hauptbahnhofs.

## Nachwuchsfußball
Insbesondere zur Nachwuchsförderung kooperiert der FC Ingolstadt 04 mit Vereinen aus der Region, so z. B. auch mit dem VfB Eichstätt. So genannte Perspektivteam-Standorte sind Abensberg, Eichstätt, Ingolstadt, Hilpoltstein, Schweitenkirchen und Unterföhring.

## Frauenfußball
Die erste Frauenmannschaft des FC Ingolstadt 04 startete 2004 in der Bezirksoberliga Oberbayern. 2011 gelang der Aufstieg in die Landesliga Süd, ehe die Mannschaft ungeschlagen den Durchmarsch in die Bayernliga schaffte. Dort wurde der FCI 2013 Vizemeister hinter dem 1. FC Nürnberg. Ein Jahr später sicherten sich die Ingolstädterinnen die Meisterschaft und den Aufstieg in die Regionalliga Süd. Dort wurden die „Schanzerinnen“ im Jahre 2019 Meister und setzten sich in den Aufstiegsspielen zur 2. Bundesliga gegen Borussia Bocholt durch.
Neben der ersten Frauenmannschaft gibt es ebenfalls seit 2004 eine zweite Mannschaft, die seit 2024 in der Bayernliga spielt. Darüber hinaus gehören dem Verein zwei B-Juniorinnenteams an. Die Spielstätten der Mannschaften umfassen den Rasenplatz der Bezirkssportanlage Mitte und den Kunstrasenplatz 1 am Audi-Sportpark.

## E-Sport
Die Schanzer E-Sport-Abteilung wurde im Oktober 2018 gegründet. In der Saison 2018/19 erfolgte die Premierensaison im Club Championship der Virtual Bundesliga.

## Blindenfußball
Seit 2022 besteht die Blindenfußball-Abteilung, die seit 2023 als erster bayerischer Verein in der Blindenfußball-Bundesliga spielt.

## Fan- und Vereinskultur

### Fanszene
Die Fanszene in Ingolstadt entwickelte sich in den ersten Jahren nach der Gründung 2004 nur langsam. Seit dem Wiederaufstieg in die 2. Bundesliga und dem Umzug in den Audi-Sportpark ist aber ein Anstieg von aktiven Fans zu beobachten. Derzeit gibt es 40 vom Verein offiziell anerkannte Fanclubs (Stand: 29. Juni 2020).
Bereits in den Jahren, als der FC Ingolstadt noch in der Regionalliga spielte, gründete sich die Gruppe „Red-Rebelz“. Diese gilt als Vorläufer der heutigen Ultra-Gruppierung. Im Jahr 2008 konstituierten sich dann schließlich die „Supporters Ingolstadt“. Im Dezember 2008 gründete sich die Fangruppierung Black Red Company (BRC ’08). Weitere bekannte Gruppierungen sind u. a. die Insieme Boys, die Common Sense Crew, die Bande 8070, die XII. Legion, Nouvelle Generation (zwischenzeitlich Supporters Ingolstadt), die Torkelschanzer und IN Kognito.
Der Fanblock „Südtribüne Ingolstadt“ befindet sich mit ihren ca. 3.000 Stehplätzen hinter dem Tor. Dabei ist die Südtribüne Ingolstadt in die Blöcke U und V unterteilt.
Als Fans des Schanzer Mittelfeldspielers Almog Cohen am 26. April 2015 zu dessen Unterstützung beim Auswärtsspiel gegen 1. FC Union Berlin im Stadion die Fahne seiner Heimat Israel zeigten, ordnete der verantwortliche Polizeiführer zur Gefahrenabwehr das Einrollen der Fahne an. Wegen der großen palästinensischen Gemeinde in Berlin sei keine politische Aussage im Stadion erwünscht. Auf Cohens Nachfrage, ob auch Flaggen anderer Länder verboten seien, antwortete man ihm, dass dies nur die „jüdische“ Fahne betreffe. Der Berliner Polizeipräsident entschuldigte sich später für den Vorfall.
Seit 2021 existiert zudem das Fanprojekt Ingolstadt. Im Fokus des Fanprojekts stehen die sozial-pädagogische Betreuung und Begleitung der jungen Fußball-Fanszene aus der gesamten Region.

### Bekannte Fans
- Günter Grünwald, Moderator und Kabarettist[85]
- Markus Kavka, Moderator, Journalist, Autor und DJ[86]
- Horst Seehofer, Politiker[87]

### Fanfreundschaften
Die verschiedenen Fangruppen pflegen Fanfreundschaften mit Fans des SV Wehen Wiesbaden, der SpVgg Unterhaching sowie mit dem SM Caen aus Frankreich.
Zudem pflegen die Fans Kontakte zu den Fans des schottischen Fußballvereins Raith Rovers aus der Ingolstädter Partnerstadt Kirkcaldy und zu Fußballfans aus Murska Sobota, ebenfalls eine Partnerstadt von Ingolstadt.

### Rivalitäten
Seitens der Fans besteht die größte Antipathie zum SSV Jahn Regensburg, aber auch Spiele gegen den FC Augsburg sind bei den Fans prestigeträchtig. In der Saison 2014/15 wurde in mehreren Choreografien auf eine Abneigung gegen RB Leipzig hingewiesen.

### Maskottchen
Seit 2012 besitzt der Verein ein Maskottchen namens Schanzi, das einen roten Panthier (mittelalterliches Fantasiewesen) darstellt.

### Vereinshymne
Der Musiktitel Schanzer Herz der Ingolstädter Band Bonfire ist die offizielle Vereinshymne des FC Ingolstadt 04. Daneben gibt es noch mehrere Fansongs. Als Torhymne ertönt bei Heimspielen eine Adaption des Eselliedes der Südtiroler Partyband Volxrock.

### Stadionzeitung
Zu jedem Heimspiel erscheint eine neue Ausgabe der Stadionzeitung „Schanzer Bladdl“.

## Trivia
Für das rot-schwarze Heimtrikot des FC Ingolstadt 04 wurde der Verein von Modedesign-Studenten der Mediadesign Hochschule in Düsseldorf am 31. Juli 2015 zum „Trikotmeister der Bundesligasaison 2015/16“ gewählt. Der FC Ingolstadt 04 löste damit den zweifachen Sieger Bayer 04 Leverkusen ab, der neben Borussia Dortmund, Hannover 96, dem 1. FC Nürnberg, dem FC St. Pauli, der TSG 1899 Hoffenheim und Eintracht Frankfurt 2014 den Titel „Trikotmeister des Jahres“ gewann.